# 1988 v hudbě
Tento článek obsahuje události související s hudbou, které proběhly v roce 1988.

## Hity

### Domácí
- Částečné zatmění srdce – Lenka Filipová
- Dávej, ber – Sagvan Tofi
- S cizí ženou v cizím pokoji – Michael Kocáb
- Sebastián – Michael Kocáb
- Štěstí je krásná věc – Richard Müller
- Tichá píseň – Iveta Bartošová
- Vizitka – Jan Cézar

### Zahraniční
- Angel of Harlem – U2
- Da Butt – EU
- Desire – U2
- Devil Inside – INXS
- Don't Worry, Be Happy – Bobby McFerrin
- Goodlife – Inner City
- Got My Mind Set on You – George Harrison
- I Should Be So Lucky – Kylie Minogue
- Missing you – Chris De Burgh
- New Sensation – INXS
- "Hungry Eyes" – Eric Carmen
- "Hustle! (To the Music...)" – The Funky Worm
- "I Don't Wanna Go on with You Like That" – Elton John
- "I Don't Want to Be a Hero" – Johnny Hates Jazz
- "I Don't Want to Live Without You" – Foreigner
- "I Don't Want to Talk About It" – Everything but the Girl
- "I Get Weak" – Belinda Carlisle
- "I Hate Myself for Loving You" – Joan Jett and the Blackhearts
- "I Know You Got Soul" – Eric B. & Rakim
- "I Saw Him Standing There" – Tiffany
- "I Should Be So Lucky" – Kylie Minogue
- "I Want You Back" – Bananarama
- "I Want Your Love" – Transvision Vamp
- "I Want to Be Your Man" – Roger
- Orinoco Flow – Enya
- Patience – Guns N' Roses
- Perfect – Fairground Attraction
- Smooth Criminal – Michael Jackson
- Wild Wild West – Kool Moe Dee

## Alba

### Domácí
- Country kolotoč – Michal Tučný
- Dopisy – Karel Kryl
- Kdo to zavinil – Slávek Janoušek
- Radegast – Citron
- Skandál – Helena Vondráčková
- Šibeničky – Spirituál kvintet
- Zálesácká bowle – Greenhorns
- Změna! – Progres 2
- Živá voda – Hana Zagorová

### Zahraniční
- ...And Justice for All – Metallica
- 101 – Depeche Mode
- 20 Years of Jethro Tull – Jethro Tull
- Big Thing – Duran Duran
- Blow Up Your Video – AC/DC
- Chameleon Days – Yanni
- Chicago 19 – Chicago
- Chobba B C.C.C.P. – Paul McCartney
- Dangerous Age – Bad Company
- Daydream Nation – Sonic Youth
- Delicate Sound of Thunder – Pink Floyd
- Dream of Life – Patti Smith
- Forever Your Girl – Paula Abdul
- Gipsy Kings – Gipsy Kings
- G N' R Lies – Guns N' Roses
- Green – R.E.M.
- Guitar – Frank Zappa
- I'm Your Man – Leonard Cohen
- Introspective – Pet Shop Boys (EP)
- Irish Heartbeat – Van Morrison a The Chieftains
- It Takes a Nation of Millions to Hold Us Back – Public Enemy
- Leprosy – Death
- Life's Too Good – The Sugarcubes
- Lovesexy – Prince
- Lucille – Little Richard
- Money for Nothing – Dire Straits
- No Rest for the Wicked – Ozzy Osbourne
- No Sleep At All – Motörhead (live)
- Nothing's Shocking – Jane's Addiction
- Now and Zen – Robert Plant
- Opel – Syd Barrett
- Open Up and Say...Ahh! – Poison
- OU812 – Van Halen
- Out Of Order – Rod Stewart
- Out of This World – Europe
- Outrider – Jimmy Page
- Ram It Down – Judas Priest
- Rattle and Hum – U2
- Reg Strikes Back – Elton John
- Sandra – Stop for a minute
- Seventh Son of a Seventh Son – Iron Maiden
- Straight Outta Compton – N.W.A
- Surfer Rosa – Pixies
- Suffer – Bad Religion
- Talk Is Cheap – Keith Richards
- Tender Prey – Nick Cave and the Bad Seeds
- The Innocents – Erasure
- The Land of Rape and Honey – Ministry
- The Lion and the Cobra – Sinéad O'Connor
- The Madness – The Madness
- The Peel Session – Syd Barrett
- The Serpent's Egg – Dead Can Dance
- The Sweet Children – Green Day
- This Note's for You – Neil Young
- Tracy Chapman – Tracy Chapman
- Traveling Wilburys, Vol. 1 – Traveling Wilburys
- Ultramega OK – Soundgarden
- Skool Dayz – V.A.
- Viva Hate – Morrissey
- Watermark – Enya

## Narození
- 28. února – Markéta Irglová, česká zpěvačka a hudebnice
- 28. listopad – Kateřina Trojanová, klávesistka skupiny Nejvyšší čas

## Úmrtí
- 6. května – Gejza Dusík, slovenský hudební skladatel (* 1907)
- 6. prosince – Roy Orbison, americký zpěvák (* 1936)

## Hudební film
- domácí
  - O princezně, která ráčkovala